# Vengeance 2005
Vengeance 2005 è stata la quinta edizione dell'omonimo evento in pay-per-view, prodotto dalla World Wrestling Entertainment. L'evento, esclusivo del roster di Raw, si è svolto il 26 giugno 2005 al Thomas & Mack Center di Las Vegas.
È stato l'unico pay-per-view esclusivo della prima Brand Extension in cui sono stati messi in palio entrambi i titoli mondiali della federazione, ovvero il WWE Championship e il World Heavyweight Championship.
Il main event fu l'Hell in a Cell match per il World Heavyweight Championship tra il campione Batista e lo sfidante Triple H, vinto da Batista dopo l'esecuzione della Batista Bomb. Uno degli incontri predominanti dell'evento fu il Triple Threat match per il WWE Championship tra il campione John Cena e gli sfidanti Chris Jericho e Christian, vinto da Cena dopo aver schienato Christian. Un altro incontro predominante dell'undercard fu quello tra Kurt Angle e Shawn Michaels, vinto da Michaels nella rivincita del loro incontro di WrestleMania 21.

## Storyline
La rivalità principale dell'evento fu quella per il World Heavyweight Championship tra il campione Batista e lo sfidante Triple H. In seguito alla vittoria di Batista nei confronti di Triple H a WrestleMania 21, i due si affrontarono ancora una volta per il titolo a Backlash, dove a vincere fu Batista. Dopo Backlash, venne indetto il Gold Rush Tournament che avrebbe decretato il primo sfidante al World Heavyweight Championship di Batista tra Kane, Shawn Michaels, Edge e Chris Benoit che avevano passato il primo turno. Nella puntata di Raw del 23 maggio Batista affrontò Edge per il World Heavyweight Championship, che era diventato primo sfidante dopo aver sconfitto Shawn Michaels e Kane. Batista sconfisse Edge mantenendo il titolo dopo averlo schienato in seguito all'esecuzione della Batista Bomb. Dopo il match, Triple H attaccò Batista con un martello e lo sfidò in un Hell in a Cell match per poi colpirlo con il Pedigree sul titolo. Batista accettò la sfida di Triple H, che portò alla firma del contratto per il loro match di Vengeance.
L'altra rivalità principale dell'evento fu quella per il WWE Championship tra il campione John Cena e gli sfidanti Chris Jericho e Christian. Nella puntata di Raw del 5 giugno, John Cena passò nell'omonimo roster per merito della draft lottery. Cena fu introdotto come nuovo membro di Raw da Chris Jericho durante il suo Highlight Reel, per poi essere interrotto da Christian che definì Cena un impostore. Ciò si basava sulla loro rivalità già esistente, in quanto Cena ebbe un diverbio con Christian alla Royal Rumble, nel quale Christian disse di essere un rapper migliore di Cena. All'epoca, Cena era un membro del roster di SmackDown! mentre Christian era membro del roster di Raw. Nei mesi successivi, Christian fece dei promo denunciando Cena come un impostore. Cena rispose ai commenti di Christian con un rap, che portò i due ad avere una rissa. Nella stessa sera, Cena iniziò una rivalità con il general manager di Raw Eric Bischoff dopo essersi rifiutato di partecipare alla "guerra" di Bischoff nei confronti dell'Extreme Championship Wrestling. Nella puntata di Raw del 13 giugno, Bischoff organizzò un match per il WWE Championship tra Cena e Christian a Vengeance, tuttavia Jericho protestò l'idea di nominare Christian primo sfidante al WWE Championship di Cena. Più tardi nella stessa sera, Cena e Jericho affrontarono Christian e Tyson Tomko in un tag team match. Cena e Jericho vinsero l'incontro, e dopo il match Jericho voltò le spalle a Cena per poi attaccarlo. Successivamente, Bischoff cambiò il match con l'inserimento di Jericho in un triple threat match per Vengeance.
Una delle rivalità predominanti dell'evento fu quella tra Kurt Angle e Shawn Michaels. All'inizio dell'anno, sia Angle sia Michaels presero parte al Royal Rumble match dell'omonimo evento. Durante il match, Michaels eliminò Angle. Poco dopo, Angle tornò sul ring ed eliminò Michaels per poi attaccarlo all'esterno del ring. I due iniziarono una rivalità che portò ad affrontarsi in un match interpromozionale a WrestleMania 21, dove a vincere fu Angle per sottomissione. Nella puntata di Raw del 13 giugno, Angle spostato a Raw a causa della draft lottery. Nella stessa sera, Michaels sfidò Angle in una rivincita per Vengeance, che Angle accettò.
L'altra rivalità predominante dell'evento fu quella tra Victoria e Christy Hemme. Nella puntata di Raw del 30 maggio, Christy Hemme vinse un bikini contest sconfiggendo Victoria, Candice Michelle, Maria e Lilián García. Dopo la fine del contest, Victoria divenne una heel attaccando tutte le partecipanti, lasciando la Hemme per ultima. In seguito a un'intervista nel backstage, Victoria espresse la sua gelosia nei confronti della Hemme, affermando di essere stanca di tutte le attenzioni rivolte alla Hemme. Nella puntata di Raw del 20 giugno, fu annunciato in un'intervista nel backstage che la Hemme e Victoria si sarebbero affrontate a Vengeance. La Hemme disse di non vedere l'ora di mettere le mani addosso a Victoria, ma durante il segmento, Victoria interruppe l'intervista colpendo la Hemme dietro la testa con un vaso di vetro.

## Evento
Prima della messa in onda dell'evento, The Hurricane e Rosey (accompagnati da Super Stacy) difesero con successo il World Tag Team Championship sconfiggendo gli Heart Throbs (Antonio e Romeo) a Sunday Night Heat.

### Match preliminari
Il primo match dell'evento fu quello valevole per l'Intercontinental Championship tra il campione Carlito e lo sfidante Shelton Benjamin. Dopo un batti e ribatti, Carlito rimosse un cuscinetto di protezione da un tenditore delle corde. In seguito, Benjamin tentò di eseguire uno Stinger splash su Carlito, che schivò e Benjamin sbatté la testa contro il tenditore delle corde esposto. Carlito schienò Benjamin con un roll-up, che gli permise di mantenere il titolo.
Il match successivo fu tra Victoria e Christy Hemme. Durante il match, entrambe si portarono in vantaggio l'una sull'altra. Victoria schienò Christy con un sunset flip usando le corde, per vincere il match.
Il terzo match fu tra Edge e Kane. Durante il match, entrambi si portarono in vantaggio l'uno sull'altro. In seguito, Snitsky interferì e colpì Kane con un big boot. Poco dopo, Snitsky venne colpito accidentalmente da Edge con la valigietta del Money in the Bank. Successivamente, Kane eseguì la Chokeslam su Edge per poi schienarlo e vincere il match.

### Match principali
Il match seguente fu tra Shawn Michaels e Kurt Angle. Dopo un batti e ribatti iniziale, Michaels tentò di schienare Angle con un sunset flip powerbomb, ma Angle rovesciò la manovra nella Ankle Lock, dalla quale Michaels si liberò gettando Angle all'esterno del ring. Michaels attaccò Angle, ma quest'ultimo contrattaccò per poi eseguire su Michaels un german suplex sul tavolo dei commentatori. Successivamente, Michaels colpì Angle con un flying forearm smash, seguito da un diving elbow drop, per poi tentare la Sweet Chin Music, che venne contrattaccata da Angle con una clothesline. In seguito, dopo che l'arbitro si riprese, che era stato messo fuori gioco in precedenza, Angle sottomise Michaels nell'Ankle Lock, che Michaels contrattaccò per poi gettare Angle contro un paletto di sostegno del ring e successivamente colpirlo con la Sweet Chin Music, che le valse un conto di due. Angle tentò di eseguire un attacco aereo, Michaels lo colpì al volo con la Sweet Chin Music per poi schienarlo e vincere il match. Dopo il match, Michaels e Angle ricevettero una standing ovation dal pubblico.
Il quinto match fu il triple threat match per il WWE Championship tra il campione John Cena e gli sfidanti Christian e Chris Jericho. Durante l'incontro tutti e tre si portarono in vantaggio l'un sull'altro. Jericho sottomise Cena nella Walls of Jericho, che lasciò per colpire Christian con uno springboard dropkick. Più tardi durante l'incontro, Jericho rovesciò un tentativo di Unprettier lanciando Christian addosso a Cena. Cena eseguì la FU su Christian e lo schienò per mantenere il titolo.
Il main event fu l'Hell in a Cell match per il World Heavyweight Championship. Durante il match, Triple H strangolò Batista con una catena d'acciaio e lo colpì poi con una sedia d'acciaio avvolta nel filo spinato. Successivamente, Batista prese il martello di Triple H per colpirlo. Batista eseguì poi una spinebuster ai danni di Triple H sui gradoni d'acciaio, seguita dalla Batista Bomb per poi schienarlo e mantenere il titolo. Dopo il match, Triple H ricevette una standing ovation dal pubblico.

## Conseguenze
Nella puntata di SmackDown! del 30 giugno durante la draft lottery, l'avventura di Batista nel roster di Raw si concluse quando passò a SmackDown! come ultima scelta. Il general manager di SmackDown! Theodore Long organizzò un sixman elimination match tra JBL, The Undertaker, Muhammad Hassan, Chris Benoit, Booker T e Christian, nel quale il vincitore avrebbe vinto il SmackDown! Championship in quanto il WWE Championship era passato a Raw. JBL vinse il match, Theodore Long informò JBL di non aver vinto il SmackDown! Championship, ma di essere diventato il primo sfidante al World Heavyweight Championship di Batista. Nella puntata di SmackDown! del 7 luglio, fu rivelato che il match tra i due si sarebbe svolto a The Great American Bash. All'evento, JBL vinse il match per squalifica dopo essere stato colpito da Batista con una sedia d'acciaio.
Dopo Vengeance, Eric Bischoff promise di rendere difficile l'avventura di John Cena a Raw nominando Chris Jericho primo sfidante al WWE Championship di Cena annunciando un match tra i due a SummerSlam. Durante la loro rivalità nonostante Cena fosse un face e Jericho un heel, il pubblico iniziò a fischiare Cena nei loro match, anche a SummerSlam dove Cena mantenne il titolo dopo aver eseguito una FU su Jericho.
Dopo Backlash nel quale Shawn Michaels e Hulk Hogan sconfissero Muhammad Hassan e Daivari, nella puntata di Raw del 4 luglio Michaels e Hogan sconfissero Kurt Angle e Carlito. Dopo il match, Michaels colpì Hogan con la Sweet Chin Music compiendo un turn heel per la prima volta dal 2002. La settimana successiva Michaels sfidò Hogan in un match a SummerSlam, che Hogan accettò. A SummerSlam, Hogan sconfisse Michaels.
La rivalità tra Edge e Kane si concluse quando Edge iniziò un angle con Matt Hardy. Nella puntata di Raw dell'11 luglio Hardy, che al momento non era più sotto contratto con la WWE, fece un'apparizione a sorpresa interferendo nel match tra Edge e Kane. La settimana successiva a Raw mentre Edge e Lita stavano per dirigersi verso il ring per uno Steel Cage match contro Kane, Hardy attaccò Edge alle spalle. Nella puntata di Raw del 1º agosto, Vince McMahon annunciò ufficialmente il ritorno di Hardy in WWE, aggiungendo che avrebbe affrontato Edge a SummerSlam. La settimana successiva a Raw, Hardy fece il suo ritorno sul sconfiggendo Snitsky e dopo il match venne attaccato da Edge. A SummerSlam, Edge sconfisse Hardy dopo che quest'ultimo aveva colpito il bordo ring iniziando a sanguinare.
Nella puntata di Raw del 3 ottobre dopo quattro mesi d'assenza, Triple H fece il suo ritorno dove insieme a Ric Flair sconfisse Carlito e Chris Masters. Dopo il match, Triple H attaccò Flair con lo sledgehammer segnando la fine dell'Evolution dopo due anni dal 2003. Ciò porto una rivalità tra i due che si affrontarono a Taboo Tuesday in uno Steel Cage match per l'Intercontinental Championship, vinto da Flair.

## Risultati
| #    | Incontri                                                                    | Stipulazioni                                               | Durata |
| ---- | --------------------------------------------------------------------------- | ---------------------------------------------------------- | ------ |
| Heat | The Hurricane e Rosey (c) (con Super Stacy) hanno sconfitto Antonio e Romeo | Tag team match per il World Tag Team Championship          | 05:06  |
| 1    | Carlito (c) ha sconfitto Shelton Benjamin                                   | Single match per il WWE Intercontinental Championship      | 12:50  |
| 2    | Victoria ha sconfitto Christy Hemme                                         | Single match                                               | 05:06  |
| 3    | Kane ha sconfitto Edge (con Lita)                                           | Single match                                               | 11:11  |
| 4    | Shawn Michaels ha sconfitto Kurt Angle                                      | Single match                                               | 26:13  |
| 5    | John Cena (c) ha sconfitto Chris Jericho e Christian (con Tyson Tomko)      | Triple threat match per il WWE Championship                | 15:08  |
| 6    | Batista (c) ha sconfitto Triple H                                           | Hell in a cell match per il World Heavyweight Championship | 26:55  |